# Epinètron

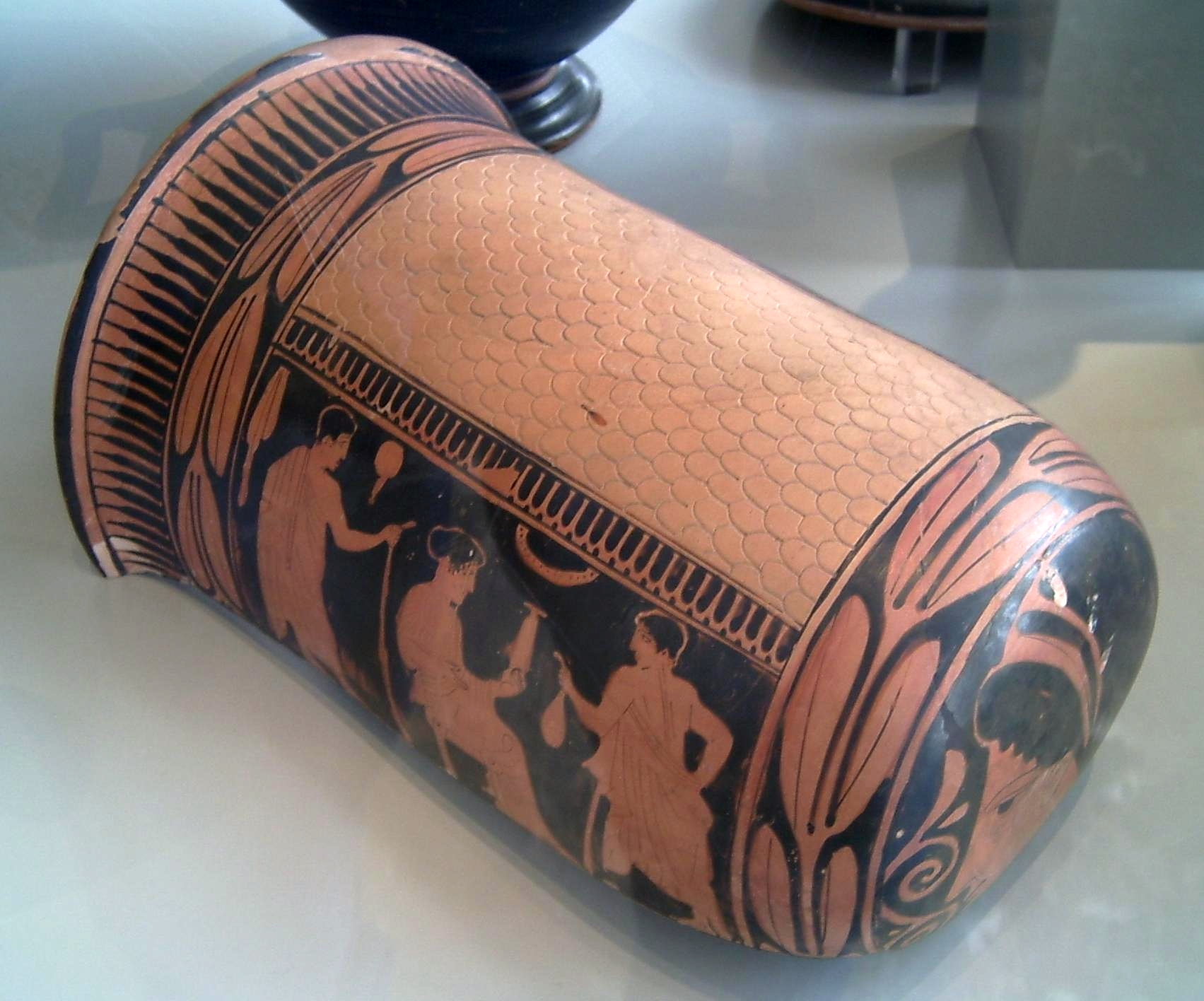
Epinètron àtic de figures vermelles decorat en tots dos costats amb figures d'un home i dones joves (cap a 450 ae)

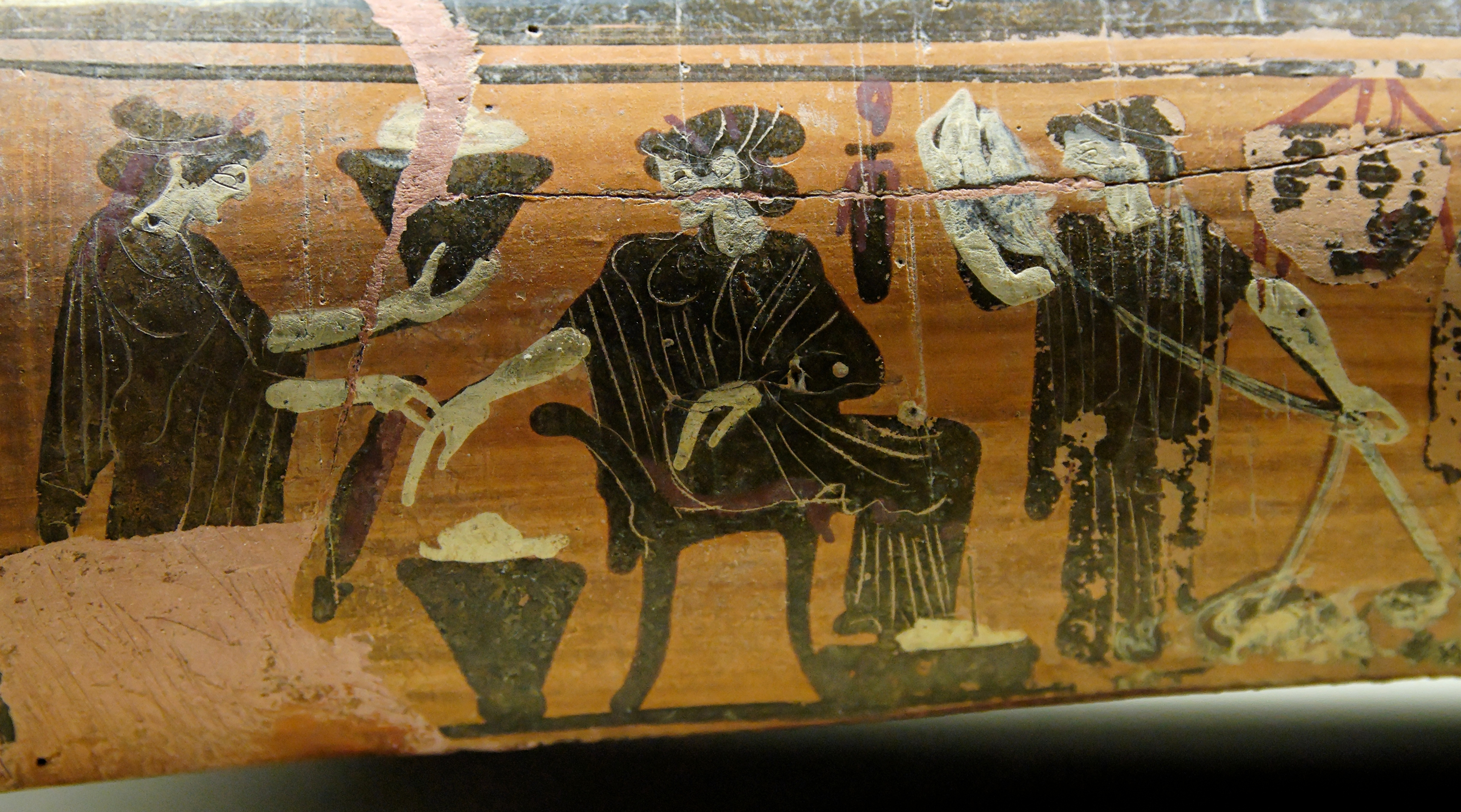
Escena de gineceu: dones teixint. Detall d'un epinètron àtic de figures negres, ara al Museu del Louvre

Epinètron (en grec:, ἐπίνητρον, plural: ἐπίνητρα), també anomenat onos, era un objecte de ceràmica de l'antiga Grècia, una espècie de corró que, tot i que per la forma pogués semblar-ho, no era pas un atuell, segons John Beazley. S'usava a l'Àtica per quan s'escalabornava la llana per a filar-la amb el mètode conegut com "filatura en cama". L'epinètron es col·locava sobre la cuixa i es fregava la llana sobre la superfície rugosa, tot evitant que el greix de la llana tacàs la roba.
Els models més decorats es dipositaven en les tombes de les dones solteres o es dedicaven en els temples, sobretot a la dea Atena. Sovint era un regal de noces i portava un cap o bust d'Afrodita al front. Es decorava amb escenes de dones teixint o fins i tot d'amazones.
L'epinètron més destacat és el denominat del Pintor d'Erètria, hui en el Museu Arqueològic Nacional d'Atenes.